# Peter Michael Brillmacher
Peter Michael Brillmacher (* 1542 in Köln; † 25. August 1595 in Mainz; eigentlich Peter Michael, als Autor Petrus Michaelis) war ein deutscher Jesuit.

## Leben
Peter Michael Brillmacher wurde in Köln 1542 als Sohn Marcus Michaels, genannt Brillmacher, geboren. Peter Brillmacher trat im Jahr 1558 in den Jesuitenorden ein, im folgenden Jahr verlieh die Universität Köln ihm das Baccalauréat und ein weiteres Jahr später wurde er Magister artium. 1561 trat er dem Kolleg in Trier bei. 1566 oder 1567 wurde er zum Priester geweiht; im Jahr 1567 hielt er seine Primiz in Mainz. An der dortigen Universität erlernte er die griechische sowie die hebräische Sprache. Anschließend betätigte er sich als Prediger. Die orientalischen Sprachen studierte er dann seit Mai 1567 an der Universität von Paris, kehrte 1568 als Prediger nach Mainz zurück, wo er fortan Hebräisch unterrichtete. Ab Herbst 1569 predigte er im Speyerer Dom. Nachdem er 1570 Vizerektor am Jesuitenkolleg Speyer geworden war, rückte er 1571, als Nachfolger von Hermes Halpaur, zum Rektor auf und verließ das Kolleg 1579. Anschließend predigte er in Köln, wurde 1585 als Prediger und Berater des Herzogs von Jülich-Kleve-Berg in Kleve und Düsseldorf und musste die Stelle zwei Jahre darauf infolge einer Intrige aufgeben. Anschließend ist er erneut als Prediger in Köln nachweisbar. Dort kam es zu einem Streit mit Stephan Isaac, der vom Judentum zum Calvinismus übergetreten war. 1588 kam er als Rektor zum Jesuitenkolleg Münster. Zugleich war er damit auch Schulleiter am Gymnasium Paulinum. Beide Stellen hielt er bis zu seinem Tode am 25. August 1595 in Mainz inne.

## Werke
- Controversiarum de Eucharistiae augustissimo Sacramento Dialogi quinque (drei Bände; Köln 1584)
- Catechismus (Köln 1586)
- Catechismus, Das ist Christlicher Bericht von wahrer Religion vnd Gottes dienst / Sampt einem andechtigen Bettbuch. Köln 1587 (Digitalisat)
- Evidiotheca, Brillenkästlein (1593)